# Bolívar (Monagas)
Bolívar é um município da Venezuela localizado no estado de Monagas.
A capital do município é a cidade de Caripito.